# アンビバレンス (曲)
『アンビバレンス』は、日本の音楽ユニットSCREEN modeの5枚目のシングル。2015年4月8日にLantisから発売された。

## 概要
- 前作『極限Dreamer』から約3ヶ月ぶりのシングル。
- 前作同様『アーティスト盤』と『アニメ盤』の2種類が発売されているが、アーティスト盤には本曲のMusic Clip DVDは同梱されていない。

## 収録曲
- 作詞:勇-YOU-　作曲・編曲:雅友

1. アンビバレンス [4:25]
UHFアニメ『黒子のバスケ』第3期 帝光編エンディングテーマ。
2. marionette [3:55]
2D対戦格闘ゲーム『BLAZBLUE CHRONOPHANTASMA EXTEND』エンディングテーマ。
3. Happiness! [5:09]